# 香港有線娛樂
香港有線娛樂（全稱：香港有線娛樂有限公司）是成立於2006年1月3日香港有線電視架構重組，為負責營運電影和娛樂平台自設頻道的公司。

## 歷史

### 電影
有線電視啟播一年後，引入香港首個自選影像（Pay-Per-View）服務，合共有四條頻道，命名為「自選影院」及「超級自選影院」，播放剛在電影院上映的電影、成人節目（色情片）及部份國際拳擊比賽。高峰時期曾有九條自選影像頻道，但最後一條自選播放電影的頻道已於2004年初停播，並轉為全日播放成人節目的自選影像服務頻道CAT83-86，但已於2011年3月28日停播。
- 1994年起，有線電視的電影台一分為三：
  - 電影一台及電影三台作24小時播放，而電影二台則安排於21:30後（2005年7月開始改為24:00後），兒童台的節目播放完畢後才播出至6:00。
  - 電影一台主要播放及電視首播香港本土電影。
  - 電影二台多數播放外語電影及各電影節中的得獎作品。
  - 電影三台則主要播放及日韓電影，當中又以懸疑、恐怖及動作電影為主。

- 有線電視分別於1995年、2000年、2001年在香港電視首播HBO、Cinemax、STAR Movies。
- 2002年4月，有線電視播放香港首個印地語電影頻道Zee Cinema，以寶萊塢電影吸引印度與巴基斯坦籍觀眾。

- 2005年3月23日，有線電視成立驕陽電影有限公司。

- 2006年1月3日，有線電視電影頻道重組：
  - 電影二台改為24小時播放。
  - 電影三台改名為HMC（Hollywood Movie Channel）則主要播放電影。

- 2008年3月13日，香港有線娛樂有限公司與NBCUniversal簽訂3年合作合約。

- 2011年1月1日，香港有線娛樂有限公司推出有線電影一台(台號:251)高清頻道有線高清電影一台(台號:202)。
- 2011年6月30日，香港有線娛樂有限公司推出全新電影頻道私人影院Cine P.(台號:253)，並同時推出高清版本Cine P. HD(台號:218)。另外亦於同日推出HMC(台號:252)高清版本HMC HD(台號:217)。
- 2012年1月31日，香港有線娛樂有限公司與映嘉娛樂聯合宣佈，Thrill驚慄電影台於同日早上6時正起，在有線電視第219頻道播放，將為觀眾提供來自荷李活和亞洲等地的恐怖、驚慄及懸疑片。

- 2018年3月8日, 有線電視宣佈與福斯傳媒集團 (Fox Networks Group，簡稱FNG)達成協議, 引入FOX Movies及衛視電影台盡攬最強最新的荷里活第一手猛片及賣座華語電影，從票房冠軍到得獎傑作一覽無遺。[1]。

- 2018年6月13日，有線電視電影頻道重組：
  - 電影二台改名為有線經典電影台則主要播放中、日、韓電影及經典華語電影（包括天映娛樂、星空華文傳媒製作的電影）。

### 娛樂
有線開台初期設有壹級台及動向台（後來更名為「婦女台」），分別主力播放自製粵語綜合娛樂節目及女性生活資訊節目。
婦女台於1998年初起轉型為娛樂台，主力播放外購劇集例如日韓電視劇，及外地製作的飲食節目，亦有部分自製節目，由肥媽（Maria Cordero）、施明、梁思浩、蘇民峰、黃毓民、吳文忻等擔任主持。
- 2003年7月，有線創辦全球首個以中文播放，專門播放娛樂新聞的頻道——有線娛樂新聞台，並由吳君如擔任星級主播。
- 同年元旦，有線電視获得至2010首季止《日本紅白歌唱大賽》的香港獨家播映權。
- 2011年1月1日，香港有線娛樂有限公司推出有線娛樂台(台號:371)的高清頻道有線高清娛樂台(台號:301)。

有線於啟播時曾設立專門播放音樂節目的頻道“YMC台”，主力於年青觀眾，播放音樂錄影帶及點唱節目等，但當時由於亞視及無綫等主流免費電視台亮相而不在“YMC台”亮相，促使此頻道於2001年中停播。其後於2010年的HKRIA版稅風波事件，HKRIA成員旗下歌手陸續出任節目嘉賓以及接受已改革後的有線娛樂新聞台專訪（但鄭伊健則除外）。
- 2013年6月1日，有線娛樂台/有線高清娛樂台與有線娛樂新聞台合併，更名為有線奇妙台(台號:371)及高清頻道有線高清奇妙台(台號:301)，並推出專門播放劇集的有線奇寶台(台號:372)及高清頻道有線高清奇寶台(台號:302)。
- 2014年1月1日，有線奇妙台/有線高清奇妙台及有線奇寶台/有線高清奇寶台分別更名為有線娛樂台/有線高清娛樂台及有線劇集台/有線高清劇集台。

## 發展

### 娛樂
1999年起，由香港有線娛樂製作的娛樂新聞電視節目有線娛樂新聞在有線A台首播。
2003年起，有線娛樂新聞在有線娛樂新聞台首播。
2005年起，有線娛樂新聞在九鐵新聞直線首播。
2007年起，有線娛樂新聞在有線第1台和新聞直線首播。
2010年起，有線娛樂新聞在CEN首播。
2011年起，有線娛樂新聞在有線娛樂新聞台首播。
2013年起，有線娛樂新聞在有線奇妙台和有線高清奇妙台首播。
2014年起，有線娛樂新聞在有線娛樂台和有線高清娛樂台首播。
2016年起，有線娛樂新聞在港鐵車廂電視首播。
2017年起，由奇妙電視製作的娛樂新聞電視節目奇妙娛樂新聞於香港標準時間逢星期一至五晚上11時30分和晚上11時45分與香港標準時間逢星期六及日午夜12時正及午夜12時15分在奇妙77台首播。
2018年起，娛樂頭條 E-news Headline於香港標準時間每日00:00-00:30在香港開電視首播。

## 頻道

### 電影
- 有線電影一台／有線高清電影一台
- 有線經典電影台
- HMC／高清HMC
- Cine P.／Cine P. HD

### 娛樂
- 有線娛樂台／有線高清娛樂台
- 有線劇集台／有線高清劇集台

#### 已停播
- 壹級台
- 有線YMC台
- 自選台
- 有線28台
- 有線娛樂新聞台
- 澳門博覽台

### 兒童
- 有線兒童台

### 成人
- CAT預告台
- 歡樂台
- 百厭妹
- 千嬌台
- 宇宙台